# Carl Ikeme
Carl Onora Ikeme (* 8. června 1986 Sutton Coldfield) je bývalý nigerijský profesionální fotbalový brankář. Svoji hráčskou kariéru ukončil v roce 2017 kvůli závažným zdravotním problémům.
Celou svoji kariéru strávil v anglickém klubu Wolverhampton Wanderers, v jehož dresu odehrál 207 soutěžních utkání. S klubem se mu podařilo vyhrát Championship v roce 2009 a League One v roce 2014. Taky odehrál jedno utkání v Premier League, a to v roce 2012. V průběhu svého angažmá ve Wolves odešel na hostování do osmi různých anglických klubů.
Ikeme se narodil a vyrůstal v Anglii, ale v roce 2015 se rozhodl reprezentovat Nigérii a mezi lety 2015 a 2016 odchytal 10 reprezentačních utkání.
V červnu 2017 byla Ikememu diagnostikována akutní leukémie. O rok později ukončil svoji profesionální kariéru.

## Klubová kariéra

### Wolverhampton Wanderers

#### Mládež
Ikeme prošel akademií Wolverhamptonu Wanderers a na lavičce prvního týmu se objevil poprvé v sezóně 2003/04, kdy Wolves hráli anglickou Premier League. Do žádného zápasu však nezasáhl.
V říjnu 2004 odešel na měsíční hostování do Accringtonu Stanley hrajícího v Conference Premier. Svého debutu se dočkal 16. října a v klubu odchytal dohromady čtyři soutěžní utkání.
Svůj debut v dresu Wolves si dobyl 25. srpna 2005, a to při výhře 5:1 nad Chesterem City ve druhém kole ligového poháru. V srpnu 2005 odešel na půlroční hostování do čtvrtoligového Stockportu County.
Dne 26. srpna 2006 odchytal své první ligové utkání za Wolves, když v 87. minutě utkání proti Lutonu Town vystřídal zraněného Matta Murrayho.
Ikeme v průběhu sezóny 2006/07 utrpěl zranění kolena a na svůj další zápas musel počkat až do září 2008. Dne 27. září se objevil v základní sestavě Wolves, a to když do utkání proti Bristolu City nemohl nastoupit Wayne Hennessey, který v předešlém utkání obdržel červenou kartu. V sezóně 2008/09 odchytal 12 utkání v EFL Championship a čtyřmi čistými konty pomohl Wolves k postupu do Premier League.

#### Mnohá hostování
V říjnu 2009 odešel Ikeme na měsíční hostování do třetiligového Charltonu Athletic. V klubu nastoupil do pěti utkání. Po skončení hostování v Charltonu okamžitě posílil druholigový Sheffield United, v rámci měsíčního hostování. Kvůli zranění hamstringu však odchytal pouhé dvě utkání a následně odešel zpátky do svého mateřského klubu. V sezóně 2009/10 odešel ještě na jednoho hostování, a to do druholigového Queens Park Rangers kam odešel v lednu 2010 a do konce sezóny nastoupil do 17 utkání.
V srpnu 2010 odešel na dvouměsíční hostování do Leicesteru City, který hrál EFL Championship. V klubu odchytal 4 ligová utkání a zbytek sezóny 2010/11 strávil ve Wolverhamptonu.
Ikeme odešel na začátku sezóny 2011/12 na tříměsíční hostování do druholigového Middlesbrough. V deseti zápasech udržel šest čistých kont, ale poté, co utrpěl zranění ruky, se vrátil zpátky na Molineux. V listopadu 2011 odešel Ikeme na půlroční hostování do konce sezóny do druholigového Doncasteru Rovers. V dubnu 2012 bylo hostování předčasně ukončeno, když se zranila brankářská jednička Wolves Wayne Hennessey.

#### Návrat do Wolves

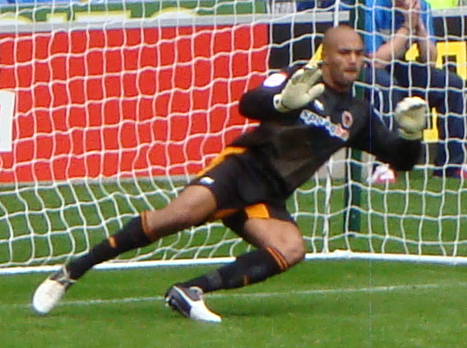
Ikeme hrající za Wolverhampton Wanderers (2012)

Ikeme odehrál své první utkání v dresu Wolves od ledna 2009 v posledním kole sezóny 2011/12, když v 51. minutě utkání proti Wiganu Athletic vystřídal zraněného Doruse de Vriese. Bylo to jeho jediné utkání, které odehrál v Premier League, protože Wolves v této sezóně skončili na poslední 20. příčce a sestoupili do EFL Championship.
Ikeme začal sezónu 2012/13 jako klubová brankářská jednička, a to i díky zranění brankářů Hennesseyho a De Vriese. Dne 16. března 2013 obdržel bizarní vlastní gól v ligovém zápase proti Bristolu City, když nedokázal zpracovat zpětnou přihrávku spoluhráče Davida Davise; balón mu proletěl mezi nohama a Bristol tak šel do vedení 1:0. Ikeme byl o poločase tohoto zápasu vystřídán a později bylo oznámeno, že si o poločasové přestávce ve frustraci zlomil ruku při úderu pěstí do tabule. Do dalšího zápasu v sezóně kvůli zranění nezasáhl, a tak pouze sledoval sestup Wolves do EFL League One.
Ikeme se vrátil mezi tři tyče na začátku sezóny 2013/14 a stal se opět brankářskou jedničkou. Nicméně 1. ledna 2014, v zápase proti Tranmere Rovers, si opět zlomil ruku. V sezóně však i přesto vynechal pouze 5 ligových utkání a udržením 22 čistých kont pomohl klubu k zisku titulu v League One, kterou Wolves vyhráli s rekordním počtem bodů. Za své výkony byl vybrán do nejlepší jedenáctky soutěže.
Ikeme byl brankářskou jedničkou i v následující sezóně, kdy Wolves skončili na 7. příčce v Championship a postup do play-off jim utekl pouze o skóre.
V průběhu sezóny 2016/17 prodloužil Ikeme svůj kontrakt až do léta 2020. Dne 21. ledna obdržel nigerijský brankář svou první červenou kartu, a to v ligovém zápase proti Norwichi City za udeření Wese Hoolahana.

#### Nemoc a ukončení kariéry
Dne 6. července 2017 Wolverhampton Wanderers oznámil, že byla Ikememu diagnostikována akutní leukémie. Wolves v sezóně 2017/18 vyhráli titul v Championship a vrátili se do Premier League, nicméně Ikeme kvůli léčbě nenastoupil do žádného utkání.
Ikeme oznámil 23. června 2018, že léčba proběhla úspěšně, nicméně 27. července oficiálně ukončil svou hráčskou kariéru. Nová klubová brankářská jednička, portugalský reprezentant Rui Patrício, na počest Ikemeho odmítl nosit dres s číslem 1 a vybral si dres s číslem 11.

## Reprezentační kariéra
Ikeme se narodil v anglickém městě Sutton Coldfield, ale na mezinárodní úrovni se rozhodl reprezentovat Nigérii.
Svého reprezentačního debutu se dočkal 5. září 2015, když nastoupil do zápasu kvalifikace na Africký pohár národů 2017 protiTanzanii a udržel čisté konto při bezbrankové remíze. Ikeme nastoupil do tří utkání kvalifikace na Mistrovství světa, ze které Nigérie postoupila na závěrečný turnaj do Ruska. V nominaci na něj však Ikeme chyběl, a to kvůli léčbě akutní leukémie.

## Statistiky

### Klubové
| Klub                         | Sezóna  | Liga               | Liga   | Liga | FA Cup | FA Cup | EFL Cup | EFL Cup | Ostatní | Ostatní | Celkem | Celkem |
| Klub                         | Sezóna  | Liga               | Zápasy | Góly | Zápasy | Góly   | Zápasy  | Góly    | Zápasy  | Góly    | Zápasy | Góly   |
| ---------------------------- | ------- | ------------------ | ------ | ---- | ------ | ------ | ------- | ------- | ------- | ------- | ------ | ------ |
| Wolverhampton Wanderers      | 2004/05 | Championship       | 0      | 0    | 0      | 0      | 0       | 0       | 0       | 0       | 0      | 0      |
| Wolverhampton Wanderers      | 2005/06 | Championship       | 0      | 0    | 0      | 0      | 1       | 0       | 0       | 0       | 1      | 0      |
| Wolverhampton Wanderers      | 2006/07 | Championship       | 2      | 0    | 0      | 0      | 0       | 0       | 0       | 0       | 2      | 0      |
| Wolverhampton Wanderers      | 2007/08 | Championship       | 0      | 0    | 0      | 0      | 0       | 0       | 0       | 0       | 0      | 0      |
| Wolverhampton Wanderers      | 2008/09 | Championship       | 12     | 0    | 0      | 0      | 1       | 0       | 0       | 0       | 13     | 0      |
| Wolverhampton Wanderers      | 2009/10 | Premier League     | 0      | 0    | 0      | 0      | 0       | 0       | 0       | 0       | 0      | 0      |
| Wolverhampton Wanderers      | 2010/11 | Premier League     | 0      | 0    | 0      | 0      | 0       | 0       | 0       | 0       | 0      | 0      |
| Wolverhampton Wanderers      | 2011/12 | Premier League     | 1      | 0    | 0      | 0      | 0       | 0       | 0       | 0       | 1      | 0      |
| Wolverhampton Wanderers      | 2012/13 | Championship       | 38     | 0    | 1      | 0      | 2       | 0       | 0       | 0       | 41     | 0      |
| Wolverhampton Wanderers      | 2013/14 | League One         | 41     | 0    | 2      | 0      | 1       | 0       | 1       | 0       | 45     | 0      |
| Wolverhampton Wanderers      | 2014/15 | Championship       | 33     | 0    | 2      | 0      | 0       | 0       | 0       | 0       | 35     | 0      |
| Wolverhampton Wanderers      | 2015/16 | Championship       | 34     | 0    | 1      | 0      | 1       | 0       | 0       | 0       | 36     | 0      |
| Wolverhampton Wanderers      | 2016/17 | Championship       | 31     | 0    | 2      | 0      | 0       | 0       | 0       | 0       | 33     | 0      |
| Wolverhampton Wanderers      | 2017/18 | Championship       | 0      | 0    | 0      | 0      | 0       | 0       | 0       | 0       | 0      | 0      |
| Wolverhampton Wanderers      | Celkem  | Celkem             | 191    | 0    | 8      | 0      | 7       | 0       | 1       | 0       | 207    | 0      |
| Accrington Stanley (host.)   | 2004/05 | Conference Premier | 3      | 0    | 0      | 0      | 0       | 0       | 1       | 0       | 4      | 0      |
| Stockport County (host.)     | 2005/06 | League Two         | 9      | 0    | 0      | 0      | 0       | 0       | 0       | 0       | 9      | 0      |
| Charlton Athletic (host.)    | 2009/10 | League One         | 4      | 0    | 0      | 0      | 0       | 0       | 1       | 0       | 5      | 0      |
| Sheffield United (host.)     | 2009/10 | Championship       | 2      | 0    | 0      | 0      | 0       | 0       | 0       | 0       | 2      | 0      |
| Queen's Park Rangers (host.) | 2009/10 | Championship       | 17     | 0    | 0      | 0      | 0       | 0       | 0       | 0       | 17     | 0      |
| Leicester City (host.)       | 2010/11 | Championship       | 5      | 0    | 0      | 0      | 0       | 0       | 0       | 0       | 5      | 0      |
| Middlesbrough (host.)        | 2011/12 | Championship       | 10     | 0    | 0      | 0      | 0       | 0       | 0       | 0       | 10     | 0      |
| Doncaster Rovers (host.)     | 2011/12 | Championship       | 15     | 0    | 0      | 0      | 0       | 0       | 0       | 0       | 15     | 0      |
| Celkem                       | Celkem  | Celkem             | 253    | 0    | 8      | 0      | 7       | 0       | 3       | 0       | 271    | 0      |

### Reprezentační
| Nigérie | Nigérie | Nigérie |
| Rok     | Zápasy  | Góly    |
| ------- | ------- | ------- |
| 2015    | 6       | 0       |
| 2016    | 4       | 0       |
| Celkem  | 10      | 0       |

## Ocenění

### Klubová

#### Wolverhampton Wanderers
- EFL Championship: 2008/09[38]
- EFL League One: 2013/14[39]

### Individuální
- Jedenáctka sezóny EFL League One: 2013/14[40][41]